# Суитуотер (округ)
Округ Суитуотер (англ. Sweetwater County) — округ, расположенный в штате Вайоминг (США) с населением в 37 613 человек по статистическим данным переписи 2000 года.
Столица округа находится в городе Грин-Ривер.

## История
Округ Суитуотер был образован в 1867 году.

## География
По данным Бюро переписи населения США округ Суитуотер имеет общую площадь в 27 172 квадратных километра, из которых 27001 кв. километр занимает земля и 171 кв. километр — вода. Площадь водных ресурсов округа составляет 0,63 % от всей его площади.
Крупнейший по площади в Вайоминге, округ Суитуотер занимает восьмое место по площади территории среди всех округов США, за исключением боро в штате Аляска.

### Соседние округа
- Фримонт — север
- Карбон — восток
- Моффат (Колорадо) — юг
- Юинта — юго-запад
- Саммит (Юта) — юго-запад
- Даггетт (Юта) — юго-запад
- Линкольн — запад
- Сублетт — северо-запад

### Охраняемые природные территории
- Национальный заповедник Ашли (часть)
- Национальная заповедная зона Флейминг-Гордж «Пылающее ущелье» (часть)
- Национальный резерват Сидскади

## Демография

Распределение населения округа Суитуотер по возрастным диапазонам

По данным переписи населения 2000 года в округе Суитуотер проживало 37 613 человек, 10 099 семей, насчитывалось 14 105 домашних хозяйств и 15 921 жилой дом. Средняя плотность населения составляла 1 человек на один квадратный километр. Расовый состав округа по данным переписи распределился следующим образом: 91,62 % белых, 0,73 % чёрных или афроамериканцев, 1,01 % коренных американцев, 0,64 % азиатов, 0,04 % выходцев с тихоокеанских островов, 2,37 % — представители смешанных рас, 3,59 % — других народностей. Испано- и латиноамериканцы составили 9,42 % от всех жителей округа.
Из 14 105 домашних хозяйств в 38,20 % — воспитывали детей в возрасте до 18 лет, 57,80 % представляли собой совместно проживающие супружеские пары, в 9,20 % семей женщины проживали без мужей, 28,40 % не имели семей. 23,60 % от общего числа семей на момент переписи жили самостоятельно, при этом 6,90 % составили одинокие пожилые люди в возрасте 65 лет и старше. Средний размер домашнего хозяйства составил 2,62 человек, а средний размер семьи — 3,11 человек.
Население округа по возрастному диапазону по данным переписи 2000 года распределилось следующим образом: 28,90 % — жители младше 18 лет, 10,10 % — между 18 и 24 годами, 29,30 % — от 25 до 44 лет, 23,70 % — от 45 до 64 лет и 8,00 % — в возрасте 65 лет и старше. Средний возраст жителей округа составил 34 года. На каждые 100 женщин в округе приходилось 102,40 мужчин, при этом на каждых сто женщин 18 лет и старше приходилось 101,10 мужчин также старше 18 лет.
Средний доход на одно домашнее хозяйство в округе составил 46 537 долларов США, а средний доход на одну семью в округе — 54 173 доллара. При этом мужчины имели средний доход в 45 678 долларов в год против 22 440 долларов среднегодового дохода у женщин. Доход на душу населения в округе составил 19 575 долларов в год. 5,40 % от всего числа семей в округе и 7,80 % от всей численности населения находилось на момент переписи населения за чертой бедности, при этом 9,20 % из них были моложе 18 лет и 7,00 % — в возрасте 65 лет и старше.

## Населённые пункты

### Города
- Грин-Ривер
- Рок-Спрингс
- Бейройл
- Грейнджер
- Сьюпириор
- Уомсаттер

### Статистически обособленные местности
| - Арроухед-Спрингс - Клирвью-Акрс - Иден - Фарсон | - Джеймс-Таун - Литл-Америка - Маккиннон - Норт-Рок-Спрингс | - Пойнт-оф-Рокс - Перпл-Сейдж - Релайанс | - Суини-Ранч - Тейбл-Рок - Уошэм |

### Другие
- Блейртаун